# Мичио Ашикага
Мичио Ашикага (јап. 足利 道夫; Акита, 22. мај 1950) бивши је јапански фудбалер.

## Каријера
Током каријере је играо за Мицубиши.

## Репрезентација
За репрезентацију Јапана дебитовао је 1971. године. За тај тим је одиграо 7 утакмица.

## Статистика
| Јапан  | Јапан   | Јапан  |
| Година | Наступи | Голови |
| ------ | ------- | ------ |
| 1971.  | 1       | 0      |
| 1972.  | 3       | 0      |
| 1973.  | 2       | 0      |
| 1974.  | 0       | 0      |
| 1975.  | 1       | 0      |
| Укупно | 7       | 0      |